# Phytomyza exilis
Phytomyza exilis är en tvåvingeart som beskrevs av Erich Martin Hering 1937. Phytomyza exilis ingår i släktet Phytomyza och familjen minerarflugor.
Artens utbredningsområde är Tyskland. Inga underarter finns listade i Catalogue of Life.